# بيلي شابمان
بيلي شابمان (بالإنجليزية: Billy Chapman)‏ (21 سبتمبر 1902 في المملكة المتحدة - 2 ديسمبر 1967 بإنجلترا في المملكة المتحدة) هو لاعب كرة قدم بريطاني وإنجليزي (وحمل سابقاً جنسية المملكة المتحدة لبريطانيا العظمى وأيرلندا) في مركز الهجوم. لعب مع شيفيلد وينزداي ومانشستر يونايتد.